# Kristiana Michailowna Sidorowa
Kristiana Michailowna Sidorowa (russisch Кристиана Михайловна Сидорова; englische Schreibweise Kristiana Sidorova; * 30. Mai 2006) ist eine russische Tennisspielerin.

## Karriere
Sidorowa spielt bislang vor allem bei Turnieren der ITF Women’s World Tennis Tour, wo sie bisher zwei Titel im Einzel und vier im Doppel gewinnen konnte.
2023 qualifizierte sie sich zu Beginn des Jahres bei den Australian Open für das Hauptfeld im Juniorinneneinzel, wo sie dann aber in der ersten Runde gegen die an Position acht gesetzte Nina Vargová mit 7:5, 4:6 und 3:6 verlor. Im Juniorinnendoppel erreichte sie mit Partnerin Rebecca Munk Mortensen das Viertelfinale. Im August konnte sie ihre ersten drei ITF-Titel gewinnen, davon einen im Einzel und zwei im Doppel. Bei den US Open erreichte sie beim Juniorinneneinzel mit einem 6:0 und 6:3 Sieg überTatum Evans die zweite Runde, wo sie dann aber Charo Esquiva Bañuls mit 6:74 und 4:6 unterlag. Im Juniorinnendoppel verlor sie mit Munk Mortensen bereits in der ersten Runde mit 3:6 und 5:7 gegen Annika Penickova und Kristina Penickova.
2024 verlor sie im Januar bei den Australian Open im Juniorinneneinzel in der ersten Runde mit 6:1, 2:6 und 3:6 gegen Mingge Xu. Im Juniorinnendoppel erreichte sie mit Partnerin Maya Joint das Viertelfinale. Im Juni startete sie bei den French Open sowohl im Juniorinneneinzel, als auch im Juniorinnendoppel.

## Turniersiege

### Einzel
| Nr. | Datum           | Turnier         | Kategorie | Belag     | Finalgegnerin       | Ergebnis |
| --- | --------------- | --------------- | --------- | --------- | ------------------- | -------- |
| 1.  | 20. August 2023 | Ust-Kamenogorsk | ITF W15   | Hartplatz | Aglaja Fjodorowa    | 6:4, 6:2 |
| 2.  | 30. März 2025   | Nonthaburi      | ITF W15   | Hartplatz | Punnin Kovapitukted | 6:3, 6:2 |

### Doppel
| Nr. | Datum           | Turnier         | Kategorie | Belag             | Partnerin               | Finalgegnerinnen                            | Ergebnis         |
| --- | --------------- | --------------- | --------- | ----------------- | ----------------------- | ------------------------------------------- | ---------------- |
| 1.  | 12. August 2023 | Tiflis          | ITF W15   | Hartplatz         | Jewgenija Burdina       | Anastassija Poplawska Anastassija Suchotina | 7:65, 7:5        |
| 2.  | 19. August 2023 | Öskemen         | ITF W15   | Hartplatz         | Aglaja Fjodorowa        | Wladislawa Andrejewskaja Dana Baidäulet     | 7:64, 7:65       |
| 3.  | 15. Juni 2024   | Norges-la-Ville | ITF W15   | Hartplatz         | Jekaterina Owtscharenko | Alina Granwehr Celine Simunyu               | 6:4, 6:3         |
| 4.  | 7. Juni 2025    | Ma’anshan       | ITF W15   | Hartplatz (Halle) | Anastassija Gretschkina | Priska Nugroho Janice Tjen                  | 6:3, 2:6, [10:6] |